# Protestantyzm w Panamie

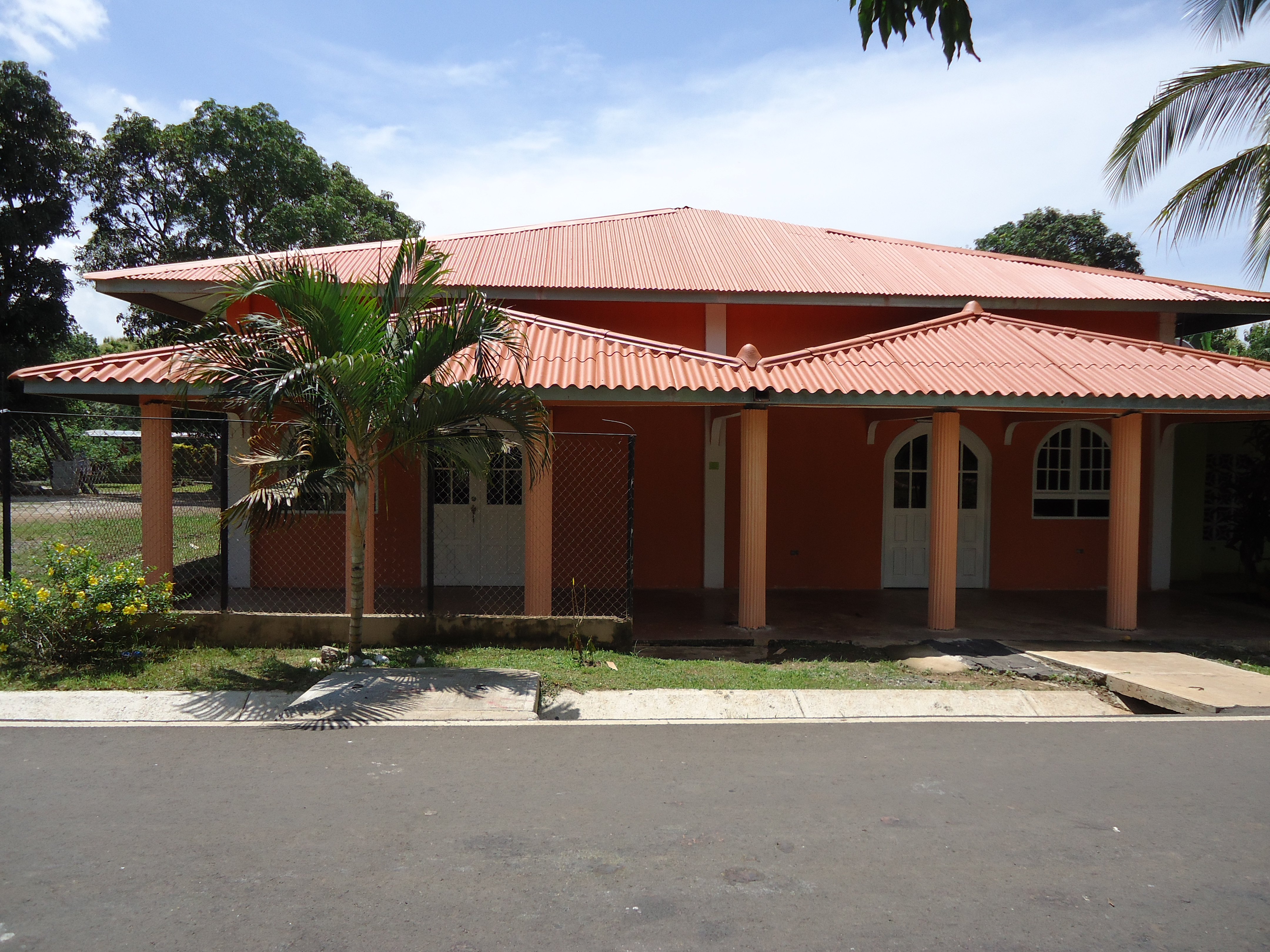
Kościół zielonoświątkowy Fuente de Vida, w Herrerze.

Protestantyzm w Panamie – społeczność Kościołów protestanckich w Panamie tworzą różne wyznania i denominacje. Protestantyzm obejmuje 24% populacji. Zdecydowana większość protestantów w Panamie to zielonoświątkowcy. Inne większe grupy to adwentyści dnia siódmego, anglikanie, baptyści i campbellici. 
Protestantyzm jest największym nurtem religijnym w tym kraju po katolicyzmie. Według Operation World odsetek wiernych Kościoła katolickiego spadł z 75,3% w 2000 roku do 66,7% w 2010, głównie na rzecz Kościołów protestanckich. Liczba protestantów wzrosła z 73 tys. w 1970 do 520 tys. w 2000 roku. 

## Historia

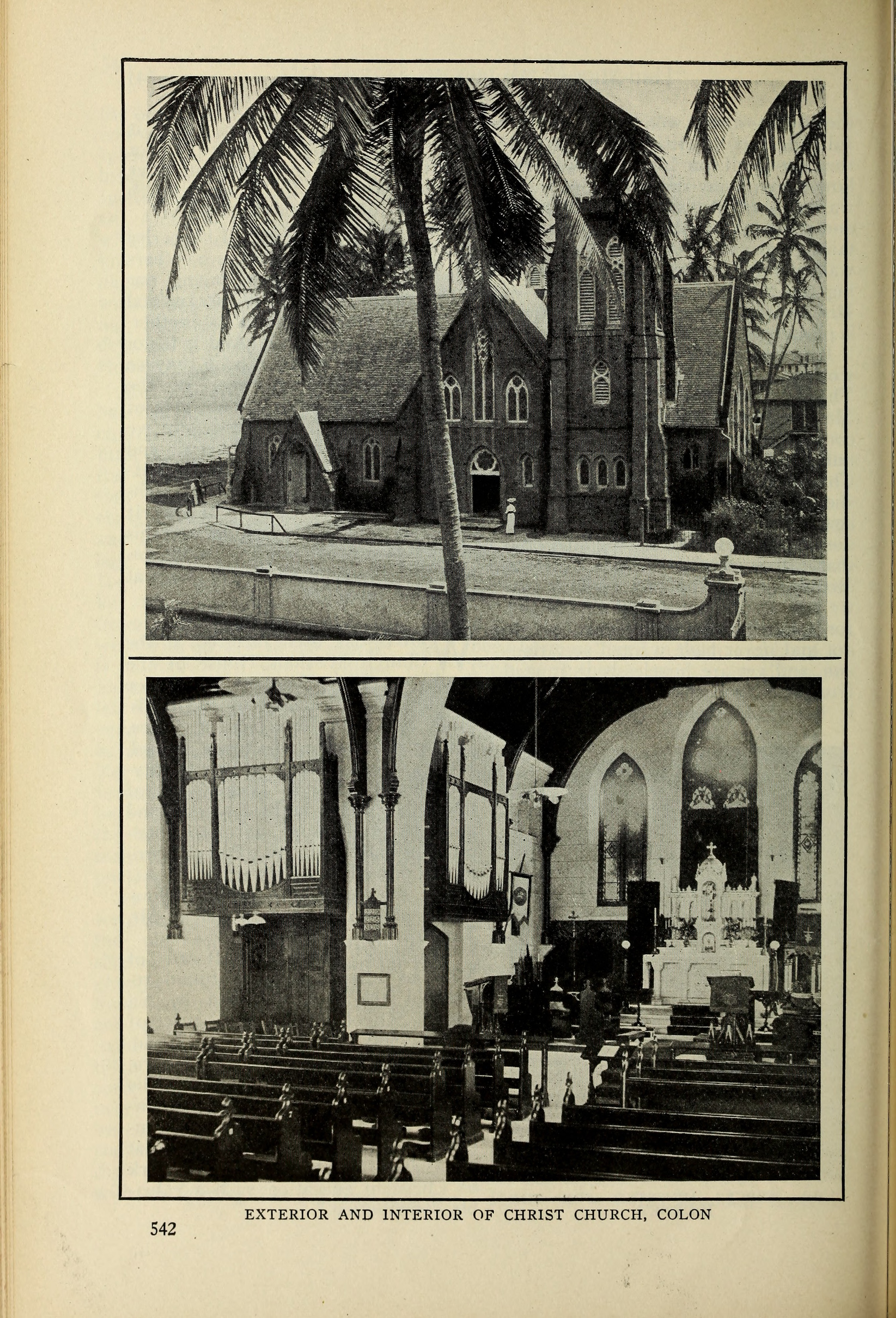
Drugi najstarszy (1864-1865) protestancki budynek kościelny w Ameryce Środkowej – Christ Church By the Sea, w Colón (1915).

Pierwszymi protestantami w Panamie była grupa 1200 szkockich prezbiterian, którzy w 1698 roku próbowali zbudować swoją kolonię na karaibskim wybrzeżu Darien. Misja ta zakończyła się niepowodzeniem i została opuszczona pod koniec 1699 roku. Za pierwszych stałych protestantów w Panamie uznawani są metodyści, którzy przybyli tutaj w 1815. W połowie XIX wieku podczas budowy Kolei Panamskiej pracę misyjną rozpoczął Kościół Anglikański, a pod koniec XIX wieku przybyli z Jamajki baptyści i metodyści wesleyańscy. Metodyści wesleyańscy prowadzili misję wśród imigrantów afro-karaibskich, którzy osiedlili się w prowincji Bocas del Toro. 
W XX wieku kolejno przybywali:
- 1904 – Armia Zbawienia
- 1905 – Kościół Adwentystów Dnia Siódmego i Kościół Boży (Anderson)
- 1927 – Międzynarodowy Kościół Poczwórnej Ewangelii
- 1935 – Kościół Boży (Cleveland)
- 1942 – Kościół Luterański
- 1953 – Kościół Nazareński
- 1958 – Mennonici i Misja Ewangeliczna
- 1962 – Free Will Baptists i Konserwatywny Kościół Baptystyczny
- 1967 – Zbory Boże

## Statystyki
Największe wspólnoty protestanckie w Panamie, w 2000 i 2010 roku, według Operation World:
| Kościół                           | Liczba wiernych (2000) w tys. | Liczba wiernych (2010) w tys. | Procent ludności |
| Kościół Poczwórnej Ewangelii      | 108                           | 126                           | 3,59%            |
| Zbory Boże                        | 142                           | 105                           | 2,99%            |
| Kościół Adwentystów Dnia Siódmego | 62                            | 86                            | 2,45%            |
| Kościół Boży (Cleveland)          | 36,65                         | 49,95                         | 1,42%            |
| Kościół Episkopalny               | 23,5                          | 26                            | 0,74%            |
| Kościoły Chrystusowe              | 12,5                          | 21,75                         | 0,62%            |
| Konwencja Baptystyczna            | 16,259                        | 20,25                         | 0,58%            |
| Misja Nowych Plemion              | 11,0                          | 14,25                         | 0,41%            |